# Filip Jörgensen
Filip Jörgensen (dänisch Jørgensen; * 16. April 2002 in Lomma, Schweden) ist ein dänisch-schwedischer Fußballtorwart. Auf Vereinsebene spielt er in England beim FC Chelsea. Der dänisch-schwedische Doppelstaatsbürger war zunächst Nachwuchsnationalspieler Schwedens, gegenwärtig ist er U21-Nationaltorhüter Dänemarks.

## Karriere als Spieler

### Verein
Filip Jörgensen, Sohn einer schwedischen Mutter und eines dänischen Vaters, wurde in Lomma unweit von Malmö geboren und spielte dort bei GIF Nike Lomma, bevor er in die Jugendabteilung von Malmö FF wechselte. Später zog er nach Spanien und lief dort für AD Penya Arrabal auf, ehe es ihn über einen Umweg in der Jugendabteilung von RCD Mallorca in die Fußballschule des FC Villarreal zog. Am 15. Dezember 2021 gab er im Alter von 19 Jahren beim 7:1-Sieg im Auswärtsspiel in der Copa del Rey gegen Atlético Sanluqueño sein Pflichtspieldebüt für die erste Mannschaft des Vereins. Sein Debüt in der La Liga gab Jørgensen am 30. Januar 2023 bei der 0:1-Niederlage gegen Rayo Vallecano. Zur Saison 2023/24 erkämpfte er sich den Status als „Nummer eins“ im Tor des „Submarino amarillo“ (auf Deutsch „Gelbes U-Boot“).
Im Juli 2024 wechselte er zum FC Chelsea und unterschrieb dort einen Vertrag bis 2031.

### Nationalmannschaftsebene
Jörgensen gab am 20. Mai 2018 beim torlosen Unentschieden während eines Vier-Nationen-Turniers gegen die Türkei sein Debüt für die schwedische U16-Nationalmannschaft. Für diese Altersklasse kam er im Jahr 2018 zu fünf Einsätzen. Von 2018 bis 2019 kam Jörgensen zu fünf Spielen für die U17 Schwedens. Am 14. Januar 2020 absolvierte er dann beim 2:0-Sieg gegen Zypern sein erstes und einziges Länderspiel für die U18-Junioren der Schweden.
Im Jahr 2021 entschloss sich Jörgensen, künftig für die dänischen Auswahlmannschaften zu spielen und nahm dann eine Einladung für den Kader der dänischen U20 für die Spiele gegen Irland und Argentinien an, allerdings wird er in beiden Spielen vom dänischen Fußballverband (DBU) nicht im Spielberichtsbogen aufgeführt. Am 3. September 2021 gab er beim 1:1-Unentschieden in Gladsaxe gegen Griechenland sein Debüt für die dänische U21-Nationalmannschaft.

## Titel und Auszeichnungen
FC Chelsea
- FIFA-Klub-Weltmeister: 2025
- Conference-League-Sieger: 2025